# Willemshof
Willemshof is een kantoorgebouw aan de Nassaulaan in het Willemspark in de Nederlandse stad Den Haag, waarvan de gevel en toren oorspronkelijk behoorden tot een gebouw dat in 1846 in gebruik is genomen als manege van koning Willem II en dat van 1856 tot 1962 als kerkgebouw heeft gediend onder de naam Willemskerk. Vanaf 1975 is het gebouw in gebruik als kantoor van de Vereniging van Nederlandse Gemeenten (VNG).

## Manege
In 1840 besteeg Willem II (1792-1849) de troon. Al voor die tijd kocht hij een stuk land buiten de stadsingels van Den Haag om er te kunnen paardrijden. Hij liet er een Engelse tuin aanleggen, die later het Willemspark genoemd werd. Langs de noordzijde bouwde hij in 1845-1846 een manege en in 1846 kwam er een aantal huizen naast voor de officieren van de Frederikskazerne. De manege kreeg een neogotische gevel, een stijl die Willem II in Engeland had gezien, met spitsboogvensters. Het is onzeker wie de architect was, G. Brouwer Sr. of J.G.W. Merkes van Gendt. De aannemer was Johannes Engelbertus van Ellinkhuizen. Van de manege liep een rechte laan met linden (de huidige Sophialaan) door het park naar de Noordmolen aan de Zeestraat. Op 26 mei 1845 legde prinses Sophie de eerste steen. Al voordat de manege werd opgeleverd gaf koning Willem II de aannemer Van Ellinkhuizen de opdracht aan weerszijden van de manege in totaal 22 woningen te bouwen, de huidige Nassaulaan.
Niet lang na het overlijden van zijn vader in 1849 verkocht koning Willem III het Willemspark aan de gemeente Den Haag, die er een villapark wilde aanleggen.

## Willemskerk

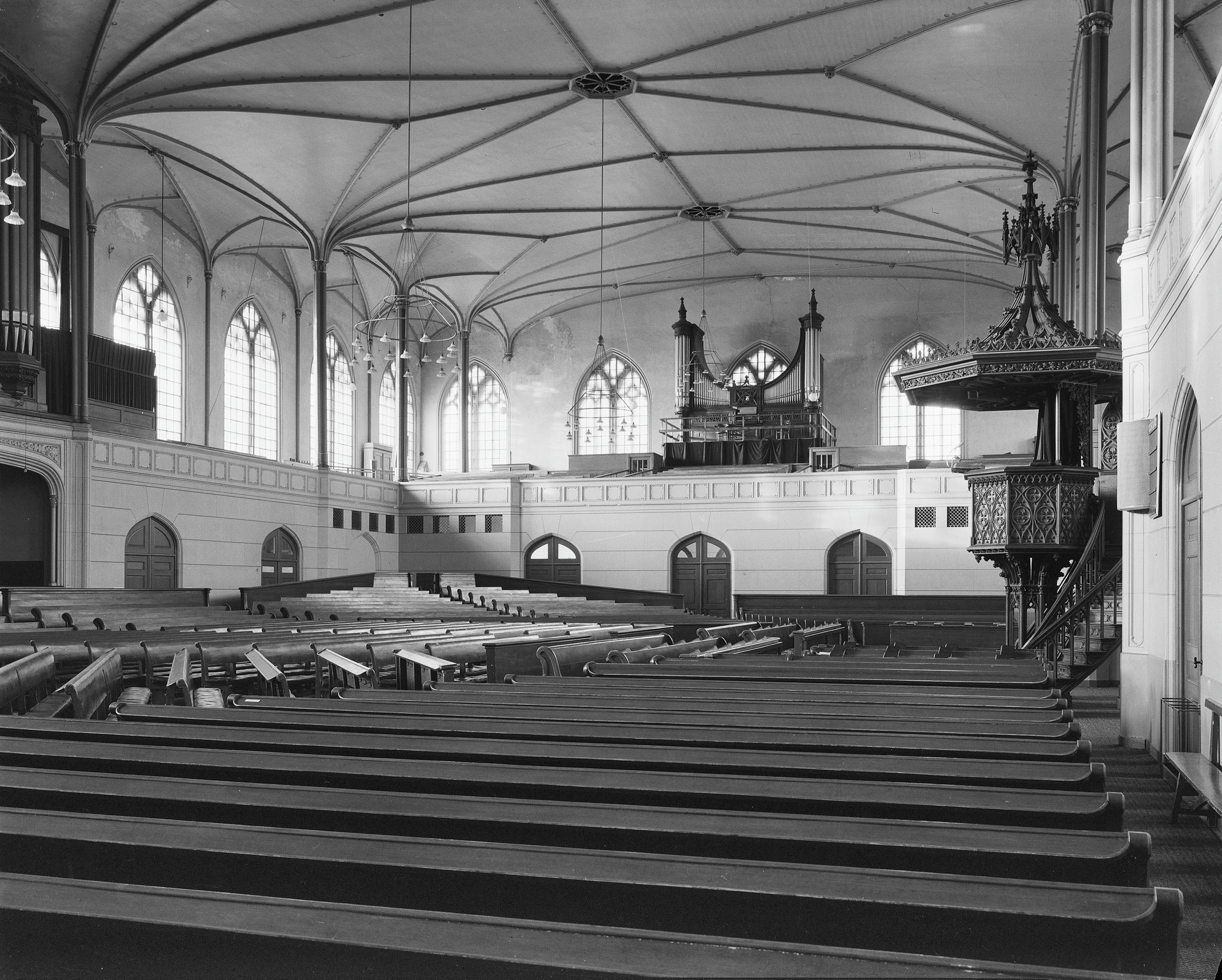
Interieur van de Willemskerk met het Bätz-orgel en de preekstoel ten tijde van de sluiting in 1962. Links zijn enkele pijpen van het Kam-orgel te zien.

Willem III kon de dure manege niet in stand houden en schonk die in 1853 aan de Nederlandse Hervormde Kerk. De stallen werden in 1856 als kerkgebouw in gebruik genomen. De verbouwing werd ontworpen door architect Elie Saraber (1808-1878). De kerk had 2.086 zitplaatsen en was daarmee lange tijd de kerk met het grootste aantal zitplaatsen van Nederland. Het doopvont, de preekstoel en het avondmaalservies waren het ontwerp van de Architect des Konings H.F.G.N. Camp. De toren kreeg een verdieping voor de kerkklokken.
De koninginnen Wilhelmina en Juliana zijn in deze kerk gedoopt.

### Orgels
Kam-orgel
In 1856 werd voor de Willemskerk een orgel gemaakt door de Rotterdamse orgelbouwer W.H. Kam. Het had drie manualen, 43 registers en een vrij pedaal. Het gold blijkens de loftuitingen als een instrument van topkwaliteit. In 1929-1930 onderging het een grondige restauratie en uitbreiding, waarbij de mechanische tractuur aangevuld werd met een elektro-pneumatische.
Bätz-orgel
Er kwam in 1949 een tweede orgel, dat uiterlijk opviel door de opstelling van de pijpen in een U-vormige ronding. Het was in 1841 gebouwd door Jonathan Bätz van de Utrechtse orgelbouwersfirma Bätz & Co voor de Gotische zaal van het Paleis Kneuterdijk, en in 1855 overgebracht naar de Koninklijke Muziekschool (het latere Koninklijk Conservatorium) aan de Prinsegracht. Van 1883 tot 1949 stond het in de nieuwe concertzaal van het conservatorium, dat inmiddels was verhuisd naar de Korte Beestenmarkt. Het orgel, met twee manualen en 18 registers, had een vrij pedaal gekregen en het nevenwerk was in een zwelkast geplaatst. Het kwam naar de Willemskerk omdat de Koninklijke Zangvereniging Excelsior een repetitieorgel nodig had.

### Sluiting
Na 1950 liep het aantal kerkgangers sterk terug, onder meer doordat de omgeving geleidelijk veranderde van een woonwijk in een werkgebied met veel kantoren. Op 1 januari 1962 sloot de Hervormde Gemeente de Willemskerk. Het doopvont en het avondmaalservies werden overgebracht naar de Vredeskapel in de Malakkastraat in Den Haag. De preekstoel kwam terecht in de Grote Kerk te Vlaardingen.
Het koororgel van Bätz stond van 1965 tot 1984 in de Sionskerk in Haarlem, maar is in 1990 teruggeplaatst in de Gotische zaal van het paleis aan de Kneuterdijk (inmiddels de zetel van de Raad van State), waarvoor het oorspronkelijk is gebouwd. Voor het hoofdorgel van Kam werd geen koper gevonden en in 1965 werd het gesloopt door de firma Pels & Van Leeuwen, die delen van het pijpwerk opnieuw gebruikte bij de revisie van het orgel van de Hervormde kerk in Meerkerk.

## Kantoor
In 1971 werd de Willemskerk afgebroken met uitzondering van de toren en de gevel. Er werd een kantoorgebouw achter de gevel gebouwd, dat in 1975 werd geopend door kroonprinses Beatrix. Het kantoorgebouw werd de Willemshof genoemd. Gebruiker zijn de Vereniging van Nederlandse Gemeenten (VNG) en een aantal daaraan gelieerde verenigingen, zoals de Wethoudersvereniging, het Nederlands Genootschap van Burgemeesters en de Vereniging van Gemeentesecretarissen. In 2008 werd het kantoor aangepast aan nieuwe wensen en eisen door architect Freek Claessens. De monumentale voorgevel werd weer zichtbaar door het hele pand. Op 22 september 2009 volgde de officiële opening door (opnieuw) koningin Beatrix.

## Bijzonderheden
- Op de gevel zijn drie gevelstenen ingemetseld met de teksten W anno 1846 II, Door Willem III geschonken in 1853 en Tot kerk verbouwd in 1854-1856.
- Op 4 juni 2012 werden twee glazen zuilen, ontworpen door Jan van Nuenen, bij het gebouw geplaatst. Op de zuilen staat de geschiedenis van het complex weergegeven. Ze staan op de hoek van de Nassaulaan en de Sophialaan, in het verlengde van de paardenkastanjes, die er in 1936 geplant werden nadat de iepen uit 1846 aan de iepenziekte waren bezweken.